# 张古庄镇
张古庄镇，是中华人民共和国河北省石家庄市辛集市下辖的一个乡镇级行政单位。

## 行政区划
张古庄镇下辖以下地区：
张古庄村、郭家庄村、北陈位村、南陈位村、张名府村、北四冢村、中王庄村、杜合庄村、北口营村、耿家营村、南吕村、北吕村、赵念村、东陈位村、西陈位村、小位村和尖村营村。